# Ratusz w Nowym Miasteczku
Ratusz w Nowym Miasteczku – zabytkowa siedziba władz miejskich znajdująca się na Rynku.
Obecna murowana budowla z wieżą została wzniesiona w latach 1644-1655. W latach 1818–1821 została dobudowana druga kondygnacja oraz zachodnie skrzydło w stylu późnoklasycystycznym. Pod koniec XIX wieku skrzydło północne zostało przebudowane w stylu neogotyckim. Po zakończeniu II wojny światowej, w 1946 roku w budynku zostały ulokowane władze miejskie.
Ratusz został wzniesiony na planie litery "L". Od strony południowo-wschodniej znajduje się czterokondygnacyjna wieża, wzniesiona na planie prostokąta i zakończona baniastym dachem hełmowym z podwójnym prześwitem zwieńczonym iglicą. W górnej części wieży znajdują się tarcze zegarowe. Zegar został wykonany przez mistrzów z Głogowa. Do ratusza wchodzi się od strony południowej i północnej, wejścia są ozdobione herbami Nowego Miasteczka.
Ratusz został zrewaloryzowany w 1. połowie lat. 90. XX wieku.